# Alsophila brunnea
Alsophila brunnea är en fjärilsart som beskrevs av Hann. 1917. Alsophila brunnea ingår i släktet Alsophila och familjen mätare. Inga underarter finns listade i Catalogue of Life.